# 海の詩
「海の詩」（うみのうた）は、廣瀬量平の合唱組曲。混声合唱組曲としてまず発表され、後に男声合唱、女声合唱にも編曲された。作詩は岩間芳樹。

## 概説

### 課題曲
1975年（昭和50年）度のNHK全国学校音楽コンクール高等学校の部の課題曲として「海はなかった」が、混声四部版・男声四部版・女声三部版同時に発表された。廣瀬・岩間とも同コンクールの課題曲を手掛けるのはこのときが初めてである。
廣瀬は前年度の課題曲「ともしびを高くかかげて」（作詩:岩谷時子、作曲:冨田勲）を「ちょっと偽善ぽくて、というより国営放送的、文部省的にきこえて」と、いささか批判的に捉え、「経済不況がやってきて、ネオンをつけるのはよそうとか、ということでみんなシュンとなっていた。第一次オイルショックといわれた時代です。こんな時だから少し何かもっと実のあることをやらなきゃ」と、課題曲の方向転換を試みる。「はじめて水俣など公害問題が浮かび上がってきた。若者ばかりでなく人間の未来が不安と共に何か閉ざされたような感じの時でした。だけどその中でなんとか価値ある生き方をしたいと願う若者、（中略）若者二人が自分たちの未来は不安なんだけどしかし一所けんめい生きていこうという歌詞が、それがNHKのそれまでの課題曲にはなかったような方向なんです。」「そういう社会の変化の中で今までのようなことをやっていたら合唱は現実を反映しない、おめでたい絵空事になるという危機感を持ち、路線変更をした。」
伴奏楽器は「そのころの担当者の方針で」、ピアノのほかにギターも選択可能とされた（ピアノとギターの選択制は「ともしびを高くかかげて」と「海はなかった」の2年間のみであった）。

### 合唱組曲
同年に東洋大学混声合唱団の委嘱により、課題曲の「海はなかった」を基に、「日本は海に囲まれているから、海を書けば日本の今の状況を表現できる」として、岩間の書き下ろしの詩3編を加え、ヴォカリーズの章と合わせて全5楽章の組曲とした。組曲はたちまち人気となり、廣瀬の死去までに50刷を超え、世代をこえて広く歌い継がれた。

### 男声合唱・女声合唱への編曲
混声版が好評なことから、男声合唱や女声合唱への編曲をたびたび依頼されるも、結局廣瀬は編曲を完成させることはなかった。また合唱団の中には独自に編曲を試みたものも現れたが、それらを廣瀬が正式に認めることもなかった。
2007年5月、アンサンブル・コロナが松平敬に「海の詩」の男声版編曲を依頼。松平の編曲を見た廣瀬は「『海の詩』男声版を委ねるに十分な能力を直感した。女声版も実現するような予感を感じた」と絶賛し、ついに松平の編曲を「決定版」として採用した。2010年11月、東京女声合唱団の委嘱により松平の編曲による女声版も初演された。

## 曲目
全5楽章からなる。
1. 海はなかった
イ短調。前奏は無調的に不協和音で始まって、歌が始まるとガラリと違う[1]。
松平の編曲による男声版・女声版も本曲については廣瀬のオリジナル版（課題曲版）をそのまま用いている。
2. 内なる怪魚（シーラカンス）
クラスター書法による図形楽譜で書かれている。「だれでもああいう楽譜を歌いこなすことができるということを証明したかった」[1]と廣瀬は語る。
3. 海の子守歌
歌詞のない、ヴォカリーズの章
4. 海の匂い
  - イ短調。 「海を書けば日本の今の状況を表現できる」にもっとも直接対峙した楽章．当時すなわち1975年前後の日本はオイルショックに伴う不況や混乱から立ち直りつつあったが，この頃の社会背景として，自然破壊や公害(まだ当時環境破壊という言い方は広まっていなかった)，漁業における乱獲，若者の都市流出，地方の空洞化，農業・漁業従事者の高齢化などの事項を挙げることができる．
5. 航海
  - ホ短調ではじまる．邪馬台国の時代の日本(倭国)の混乱に，大陸からの使節を遣(つか)わして平定や文明・文化の交流を図るという仮想の解放歌．大陸は中国側が想定され航路として東進するので，「朝霧」「日が昇る」は日本側の進路の先，「振り向けば…大陸」側という歌詞の方角感覚も確かめておきたい．なお「はるか東方一万里」は歌詞の響きと長旅の遠大な雰囲気を高める効果を狙ったものとして捉えるべきところであろう．

## 楽譜
いずれもカワイ出版から出版されている。男声版、女声版は2019年10月現在、受注生産となっている。